# Pollegraszanger
De pollegraszanger (Cisticola eximius) is een zangvogel uit de familie Cisticolidae.

## Verspreiding en leefgebied
Deze soort komt voor in westelijk en centraal Afrika en telt drie ondersoorten:
- C. e. occidens: van zuidelijk Senegal tot Nigeria.
- C. e. winneba: zuidelijk Ghana.
- C. e. eximius: van Congo-Brazzaville en de Centraal-Afrikaanse Republiek tot Zuid-Soedan en Oeganda.

## Status
De grootte van de populatie is niet gekwantificeerd maar de soort wordt omschreven als schaars tot plaatselijk algemeen in het oosten van zijn verspreidingsgebied. Op de Rode lijst van de IUCN heeft deze soort de status niet bedreigd.